# Томское (Хабаровский край)
То́мское — село в Хабаровском районе Хабаровского края. Входит в Наумовское сельское поселение.

## География
Село Томское расположено в отдалённой, левобережной части Хабаровского района. Стоит на правом берегу реки Урми, примерно в 40 км ниже пос. Кукан и в 15 км ниже административного центра сельского поселения села Наумовка.
Река Урми, сливаясь с рекой Кур, даёт начало Тунгуске, левому притоку Амура.

## Население
| 2002 | 2010 | 2011 | 2012 | 2021 |
| ---- | ---- | ---- | ---- | ---- |
| 6    | ↘4   | →4   | →4   | ↘2   |

## Транспорт
По правому берегу Урми между населёнными пунктами Догордон, Кукан, Наумовка и Томское проложена грунтовая автодорога.
В зимнее время можно доехать по зимнику до Биробиджана Еврейской автономной области, расстояние около 100 км.

## Инфраструктура
- Жители занимаются сельским хозяйством.
- Окрестности села Томское славятся охотой и рыбалкой.